# Партений Галяс
Партений (на гръцки: Παρθένιος, Партениос) е гръцки духовник, митрополит на Вселенската патриаршия.

## Биография
Роден е в 1860 година в западномакедонския град Сятища, Османска империя с фамилията Галяс (Γκάλλιας) или Голяс (Γκόλιας). Става монах в Завордския манастир, а по-късно е протосингел на Митилинската епархия.
На 4 юли 1895 година Партений е избран титулярен дафнуски епископ при Мелнишката митрополия със седалище във Валовища. Ръкоположен е на 8 юли 1895 година в патриаршеската катедрала „Свети Георги“ в Цариград от митрополит Доротей Белградски в съслужение с митрополитите Никодим Еласонски и Софроний Карпатоски. Епископ Партений има чести търкания с началника си митрополит Константин Мелнишки, поради характера на митрополита. Патриаршията на няколко пъти иска обяснения и от двете страни за проблемите и ги кани в 1899 година в Цариград за помирение. През май 1897 година Патриаршията пише на Партений и му напомня, че е титулярен епископ на мелнишкия митрополит и не трябва да си позволява своеволия, а всички актове трябва да са според инструкциите на митрополита.
На 20 март 1899 година става поленински епископ в Дойран и остава на тази катедра до 1907 година. В Дойран развива активна антибългарска дейност, като се стреми с всички средства да ограничи българското просветно и църковно дело, но среща съпротива от български архиерейски наместник йеромонах Неофит, който успяда да извоюва за българите градската църква „Свети Илия“.
По-късно е дебърски и велешки митрополит патриаршески митрополит в Дебър от 3 май 1907 до 1909 година. Патриаршията му назначава за викарен епископ сърбина Варнава Главиницки, който всъщност поема епархията, тъй като Партений не успява да я обиколи нито веднъж. Избран е за член на Светия синод в Цариград. В 1913 година участва в решението да се формира Дарданелската и Лампсакска митрополия.
На 3 септември 1913 година след Междусъюзническата война поема Валовищката епархия, оформена след раздялата на диоцеза на Мелнишката епархия между Цариградската патриаршия и Българската екзархия. Умира в 1921 година.
Умира във Валовища на 29 юни 1921 година.
- Писмо на Партений на гръцки с печат на митрополията, 13 октомври 1908 г., Велес
- Писмо на Партений на сръбски с печат на митрополията, 18 октомври 1908 г., Велес
- Писмо от епископ Варнава Главиницки до Йован Йованович, с което съобщава, че епископ Партений е събрал велешките гъркомани и е обявил, че сръбското дело пропада, 16 април 1911 г., Велес